# 北京潘家园旧货市场

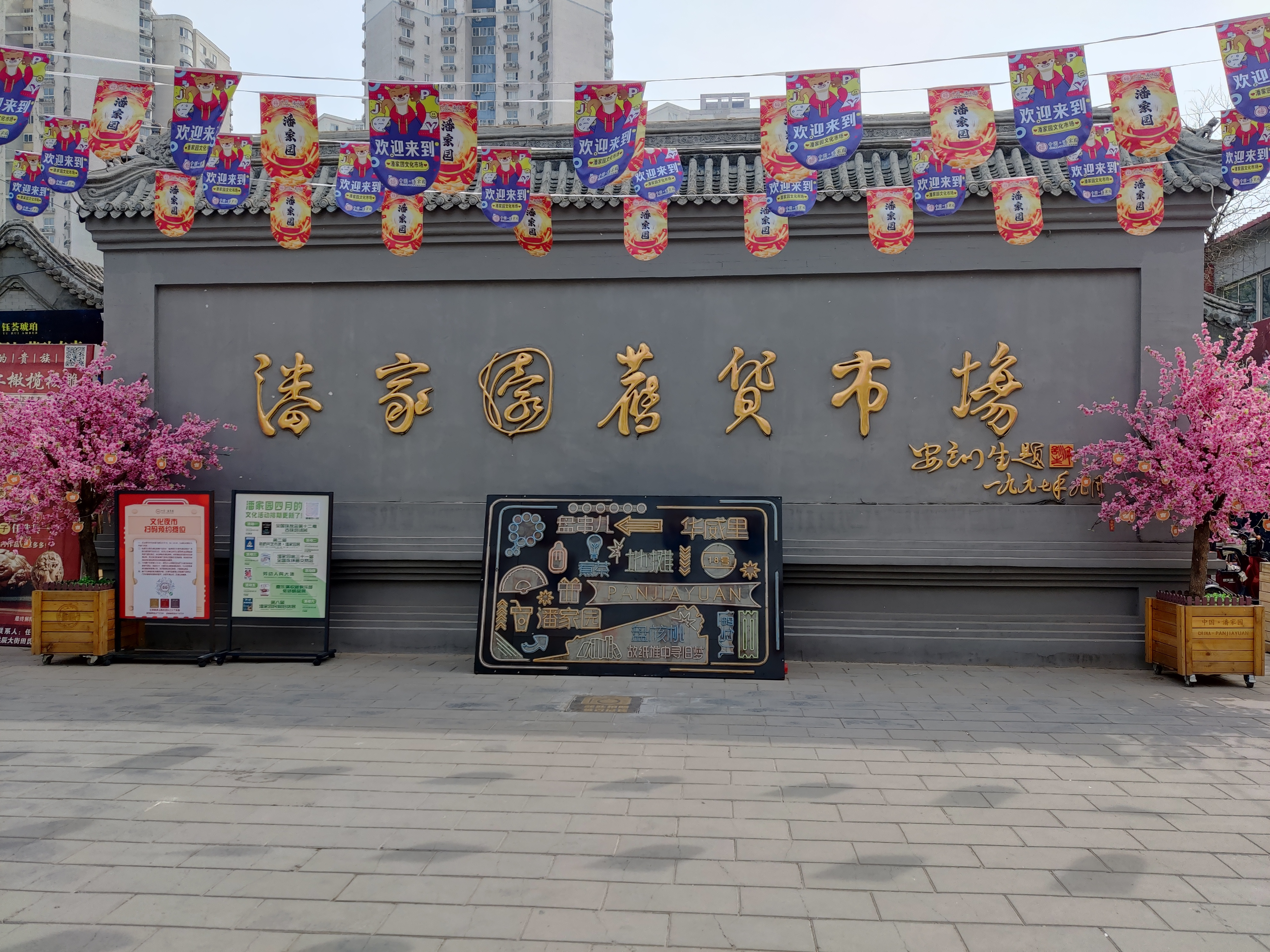
北京潘家园旧货市场

北京潘家园旧货市场位于北京朝阳区三环路的东南角潘家园街道，是中国最大的旧货市场。

## 历史

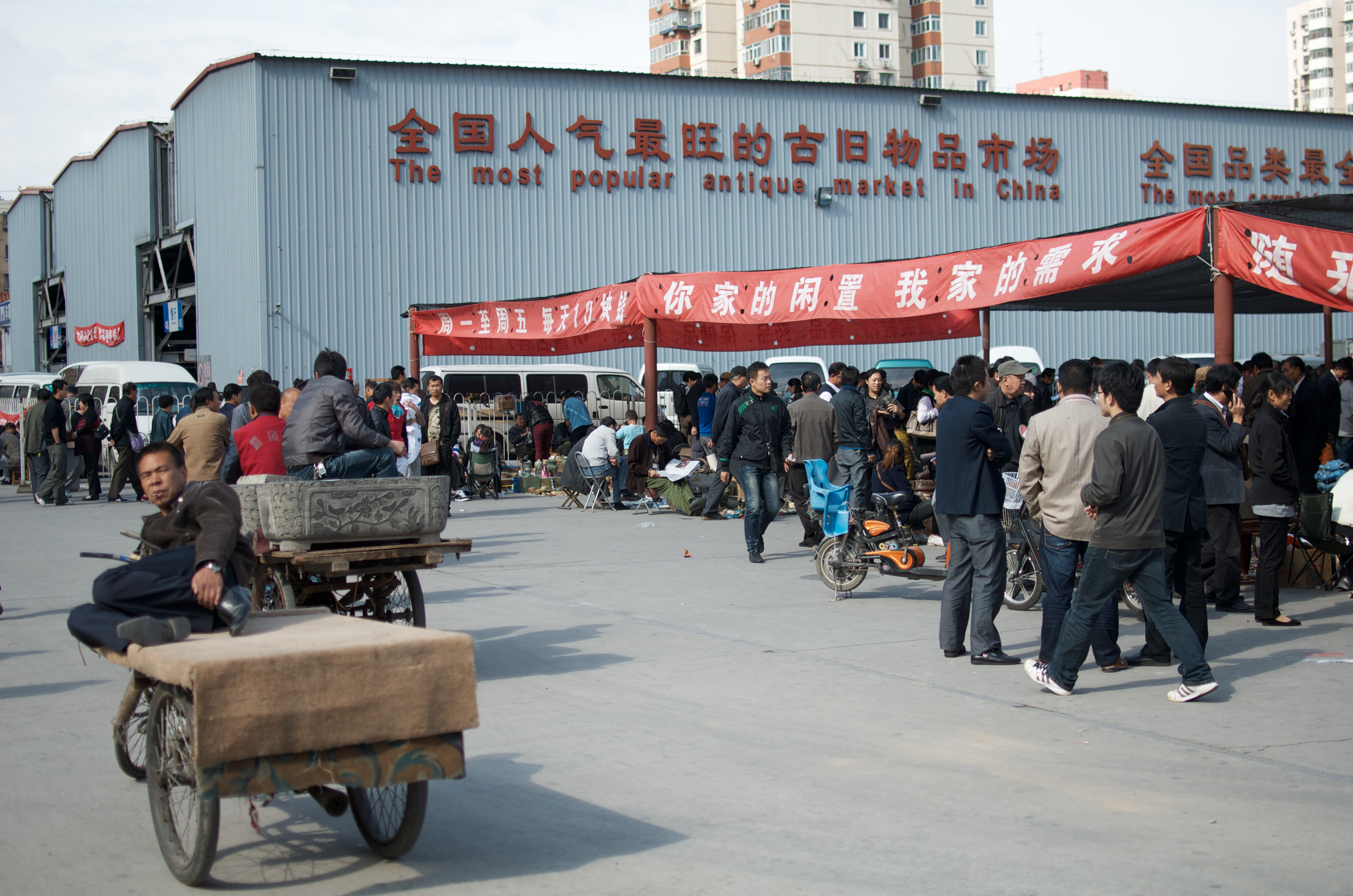
潘家园旧货市场

每周六日开放，后改为每天经营。市场坐店商铺全年煤炭开市，地摊每周末开市。市场主营古旧物品、工艺品、收藏品、装饰品，包括仿古家具，文房四宝、古籍字画、旧书刊、玛瑙翡翠、陶瓷、中外钱币、竹木骨雕、皮影脸谱、佛教信物、民族服装服饰、文革遗物等。市场内商铺超过4000家，来自中国28个省、市、自治区，涵盖中国十几个民族。